# Лошницька сільська рада
Лошницька сільська рада (біл. Лошніцкі сельсавет) — адміністративно-територіальна одиниця в складі Борисовського району розташована в Мінській області Білорусі. Адміністративний центр — Лошниця.
Лошницька сільська рада розташована на межі центральної Білорусі, на північному сході Мінської області орієнтовне розташування — супутникові знімки [Архівовано 25 серпня 2011 у WebCite], на схід від районного центру Борисова.
До складу сільради входять 24 населених пунктів:
- Великі Негновичі • Бояри • Валентинове • Голуби • Гребло • Заболотниця • Замужання • Зорька • Липники • Лошниця • Малі Негновичі • Мужанка • Новосади • Приямино • Протасівщина • Новосади 1 • Шилино • Вишній Стан • Заросле • Лобачиха • Млехове • Новосілки • Раннє • Ратутичі.

Рішенням Мінської обласної ради депутатів від 28 травня 2013 року, щодо змін адміністративно-територіального устрою Мінської області, до сільської рад було приєднано села:
- Новосілківської сільської ради — Вишній Стан • Заросле • Лобачиха • Млехове • Новосілки • Раннє • Ратутичі.